# Fojiaquan
Il Fojiaquan (佛家拳, Pugilato Buddista, Fut Gar in Cantonese, Phật gia quyền in Vietnamita) è uno stile di arti marziali cinesi classificabile come Nanquan. Come si evince dal nome stesso esso è uno di quei pugilati strettamente legato alla religione buddista.
La leggenda vuole che esso sia stato creato da Bai Yufeng (白玉峰) e sarebbe stato tramandato dai monaci buddisti dei templi Nanhuasi (南华寺) e Dinghushan Qingyunsi (鼎湖山庆云寺). Nel 1814 un certo Chen Huyuan (陈护远), di Jingmeixiang (京梅乡) nell'area amministrativa di Xinhuixian (新会县), ne avrebbe appreso la quintessenza dal bonzo Du Zhang (独杖) presso la montagna Dinghushan. Chen diffuse questo pugilato nella propria contea e nelle contee adiacenti del Guangdong.
Secondo i praticanti di Lishan (荔山) lo stile sarebbe stato insegnato dal Monaco Soldato Shaolin del Fujian Yijiahai (益加海) a Li Huabao (李华保 o 李华宝), che poi si trasferì nel Guangdong.
I registri genealogici della famiglia Huang di Lishancun 荔山村 riportano che alla prima generazione di praticanti vi sarebbero due fratelli, Huang Qiyun 黄其云 e Huang Chanyun 黄禅云.

## I Taolu
Questo è un elenco fornito da alcuni documenti: Shuang fei yang die (双飞蛈蝶); Neijiaquan (内家拳); Jinzhengquan (金铮拳); Xiao Lianhuan (小连环); Da Lianhuan (大连环); Fojia Taizi jian (佛家太子剑); ecc.
Molto più complesso e diverso, l'elenco delle forme che si dice vengano praticate nel Fojiaquan delle contee di Fengkaixian (封开县) e di Xinxingxian (新兴县): 12 forme a mano nuda; 15 con armi; 9 combattimenti prestabiliti.
- I nomi delle forme a mano nuda: Paojikanquan (抛级冚拳);Luohan chudong (罗汉出洞, L'arath emerge dalla grotta); Sanshiliu dianquan (三十六点拳, pugilato dei trentasei punti); Fengluanquan (凤鸾拳, pugilato dell'uccello leggendario Fenice); sanqixingquan (三奇星拳 Pugilato delle tre stelle meravigliose); Damo quan (达摩拳); Xiao Baxian (小八仙, otto piccoli immortali); Yehu chulin (夜虎出林, la tigre notturna esce dalla foresta); Yingzhaoquan (鹰爪拳); Huzhao Meihuaquan (虎爪梅花拳, pugilato del fiore di prugno con artigli di tigre); Fuhuquan (伏虎拳); Tiexian Lianhuaquan (铁线连环拳, una forma che si trova solo nella contea di Fengkai）.
- I nomi delle forme con armi: Daxiang gun (大象棍); Wulang Bagua gun (五郎八卦棍); Shuangtou gun (双头棍 bastone a due teste); Diao ha gun (吊蛤棍); Caiyang dao (蔡阳刀); Lanmen zhai dao (拦门寨刀); Kang long dao (抗龙刀); Ditang dao (地堂刀); Dan yaodao (单腰刀); Shuang yaodao (双腰刀); shuang bishou (双匕首); Shajiaodao (纱搅刀); Meihua qiang (梅花枪); shuang jian (双锏); Ruan bian (软鞭).
- Questi i combattimenti prestabiliti che in questo contesto vengono chiamati Duichai:Luohan duichai (罗汉对拆, combattimento dei luohan); Sanshiliu dian quan duichai (三十六点拳对拆, combattimento del pugilato dei trentasei punti; probabilmente è un pugilato legato al Dianxue); Shuangtou gun duichai (双头棍对拆, combattimento di bastoni a due teste); dandao dui qiang ( 单刀对枪); dantou qiang duichai (单头枪对拆, combattimento di lance ad una sola testa); Siren duichai (四人对拆, combattimento di quattro uomini); dandao dui qiang (单刀对枪, sciabola contro lancia); shilu dui yandou (石履对烟斗, scarpe di pietra contro pipa per oppio); Da guandao dui qiang (大关刀对枪, alabarda contro lancia).

### Le Sequenze del Lishan Fojiaquan
Nel Fojiaquan di Lishan (荔山佛家拳)) si pratica il Wuxingquan (五形拳), anche se l'elenco degli animali differisce da quello che solitamente siamo abituati a vedere. Questo l'elenco di Lishan: Ying (鹰, aquila); He (鹤, gru), Hou (猴,scimmia),  Hu (虎, tigre), Long (龙,drago). Un altro elemento importante dello studio di questo Fojiaquan è lo Shaolin Murenzhuang 108 shi (少林木人桩108式, 108 figure di omino di legno dello Shaolin). Come armi a Lishan si studiano: Liudian bangun (六点半棍); shuangdao (双刀); Shimendao (狮门刀); ecc.

## Beipai Fojiaquan 北派佛家拳
Nel 1984 è stato pubblicato a Taiwan il libro Beipai Fojiaquan (北派佛家拳, Fojiaquan della Scuola del Nord), scritto da Yuan Chucai (袁楚材).

## Il Fojiaquan di Liang Tianzhu
Nell'articolo Fut Gar si legge che il Fojiaquan sarebbe stato sviluppano nel 1700 da Liang Tianzhu (梁天柱, Leung Tien Chiu), ma dalle biografie di questo personaggio si è a conoscenza che egli nacque nel 1877 e morì nel 1972, dando così pieno discredito all'idea che egli possa aver creato lo stile. Più verosimilmente lo stile da lui trasmesso e chiamato Nan Shaolin Fojiaquan 南少林佛家拳 è il frutto di una sua sintesi di Caijiaquan 蔡家拳, Lijiaquan 李家拳, Fojiaquan 佛家拳, Hongjiaquan 洪家拳, Liujiaquan 刘家拳, come ci viene raccontato in una delle sue biografie. A tredici anni apprese il Caijiaquan da Qiu Longguang (丘龙光).

### I Taolu di Liang Tianzhu
Sempre secondo le biografie di Liang egli tramandò il Shiba Luohanquan 十八罗汉拳 ed un certo numero di altre sequenze, inoltre Feilonggun 飞龙棍 e le doppie sciabole 双刀, ecc.
L'articolo Fut Gar invece elenca Hudiezhang (Hu Dip Jeong, 蝴蝶掌, cioè palmi a farfalla), Shiziquan (Sup Ji Kuen,十字拳, pugilato a croce) e Dajialu (Dai Ga Lu, 大家路, Sequenza della grande famiglia), Shexing Diaoshou (Seah Ying Diu Sau, 蛇形刁手, vedi Shequan), Baimeiquan, Taijiquan, Luohanquan, Menghu Xiashan (Maang Fu Ha San, 猛虎下山), Da Jingang (Dai Gum Gong, 大金刚),  nel novero delle sequenze a mano nuda;
Heilongdao (Hak Loong Dao, 黑龙刀); Fuhugun (Fook Fu Gwun , 伏虎棍); e Longxingjian (Loong Chien Gim ,龙形剑), nel novero delle sequenze con armi.

## Shaolin Fut Kin
In un articolo della rivista Inside Kung Fu intitolato Shaolin Fut Kin si racconta che il Fut Ga Kin (佛家拳 fójiāquán) è il frutto di una sintesi avvenuta all'interno del Tempio Shaolin tra i cinque stili più importanti del Guangdong, cioè Hongjiaquan, Liujiaquan, Lijiaquan, Mojiaquan e Caijiaquan. Tra l'altro l'autore afferma che la famosa monaca Wu Mei apparteneva a questa scuola tracciando così un collegamento al Wing Chun.

### Caratteristiche Tecniche
Le tecniche di mano del fójiāquán (佛家拳) ruotano attorno alle  Mani Opposte (陰陽手T, 阴阳手S,  yīnyángshǒu P,  yin yang shou W (in Cantonese yam yeuhng sau).
I movimenti di colpire e ritrarsi sono lineari , diretti, tesi in avanti, semplici, ma in alcuni casi anche ellittici, per esempio nel  pugno indietro alla testa (掛拳T, 挂拳S,  guàquán P,  kua ch'uan W) (in Cantonese gwa kyuhn). Questa è una delle tre tecniche di pugno più importanti assieme a  pugno che penetra il cuore (穿心拳T, 穿心拳S,  chuānxīnquán P,  chuan hsin ch'uan W) (in Cantonese chyun sam kyuhn) e a  colpo curvo verso il basso (彎曲捶T, 弯曲捶S,  wānqūchuí P,  wan ch'u chui W) (in Cantonese waan kuk cheuih). Queste tre tecniche sono rispettivamente associate a tre azioni : stordire, penetrare e devastare.

## Curiosità
- Lo stile è praticato nel film di Stephen Chow, Kung Fusion, dal personaggio interpretato da Chow stesso, naturalmente con le ovvie esagerazioni.